# 上田浦站
上田浦站（日语：／ Kami-Tanoura eki */?）是位於熊本縣葦北郡蘆北町大字井牟田，屬於肥薩橙鐵道線的車站。車站編號為OR05。

## 歷史
- 1952年（昭和27年）10月10日 - 日本國有鐵道鹿兒島本線車站啟用。
- 1965年（昭和40年）10月1日 - 設置列車交會。
- 1970年（昭和45年）9月1日 - 隨著引入CTC，成為無人車站。由八代站管理此站。在海灘客較多的7月上旬至8月尾會成為有人車站。
- 1987年（昭和62年）4月1日 - 伴隨國鐵分割民營化，車站由九州旅客鐵道（JR九州）營運。
- 1990年（平成2年）4月 - 木造車站大樓拆毀。車站大樓遺址，木造風格的停泊單車場竣工。
- 2004年（平成16年）3月13日 - 九州新幹線鹿兒島中央站（當日由西鹿兒島站改名而成）至新八代站之間開業，使鹿兒島本線八代站至川內站之間的鐵路業務由肥薩橙鐵道繼承。
- 2011年（平成23年）8月21日 - 只限當日車站變身成咖啡廳。
- 2016年（平成28年）11月5日 - 作為「全國各地紅茶峰會in水俁」活動的一環，開設臨時列車行走於水俁站至此站之間的臨時列車。
- 2019年（令和元年）10月1日 - 隨著引入車站編號，站名牌也更新。車站英文名由「Kami Tanoura」變為「Kami-Tanoura」。

## 車站構造
本站是地面車站，設有1面2線的島式月台。本站為無人車站。車站前設有在1990年建成，木屋風格的停泊單車場。站内設有廁所。
現時停泊單車場的地方本來為白木的站房。在車站啟用至1970年前，站内設有售票櫃臺與候車室，為一座有人車站。在成為無人車站後，候車室變成讓通勤上學乘客使用的停泊單車場。車站周邊設有黄金濱海灘、民宿和海之家。在暑假期間，車站會有許多即日來回或前往民宿的海灘客。在1980年代後期前於7月至8月尾的暑假期間，會有來自八代站的車站職員前往此站，為期間限定的有人車站。
在車站啟用時只有1面1線的單式月台。為了增強國鐵運輸能力，1965年10月增設博多一方增加月台，使此站可進行列車交會。另外，1960至70年代為了運送海灘客，會有急行「開聞」等優等列車臨時停站，也設有來自熊本站方向的臨時列車會以此為終點站。在1969年引入CTC後，該臨時列車延長至佐敷站。優等列車臨時停站直至1970年代前仍然設有。

### 月台
| 月台 | 路線          | 上下行 | 方向                 | 備註 |
| ---- | ------------- | ------ | -------------------- | ---- |
| 1    | ■肥薩橙鐵道線 | 下行   | 佐敷、水俁、出水方向 |      |
| 2    | ■肥薩橙鐵道線 | 上行   | 八代、新八代方向     |      |

## 使用狀況
| 1日上下車人次變遷 | 1日上下車人次變遷 |
| 年度              | 1日平均人次       |
| ----------------- | ----------------- |
| 2011年            | 40                |
| 2012年            | 28                |
| 2013年            | 24                |
| 2014年            | 20                |

## 車站周邊
車站位於山與海之間狹窄的空間，車站周邊與北邊為井牟田地區，該處只有民居。
此站距離幹線道路有一段距離，在山邊另一方設有薩摩街道（國道3號）。此站前往國道3號需繞過山峰。沿海的道路中，只有狹窄的山路，該道路最寬只有1.4米。在2010年起，此站至肥後二見站之間開始建設5米寬的生活道路（縣道二見田浦線，在2013年3月22日開通部分路段），在增建道路前，此站與肥後二見站之間輕型車以上的汽車不可通行。另外，此站至田浦御立岬公園之間未設有海邊道路。車站周邊的土地較少，因此沒有站前廣場（迴旋路）與停車場。
由於肥後二見至上田浦至田浦御立岬公園之間的路線沿海邊行走。因此該路段的景色較美。

## 相鄰車站
肥薩橙鐵道
■肥薩橙鐵道線
■快速「超級橙」（只於星期六日運行）
通過
■快速「快速海洋快車薩摩」（只限4號停站）（只於星期六日運行）、■普通
肥後二見（OR04）－上田浦（OR05）－田浦御立岬公園（OR06）

## 注腳
1. 1 2  国土数値情報(駅別乗降客数データ)  （页面存档备份，存于） - 國土交通省、2018年3月21日參閲
2. ↑  國鐵監修 日本交通公社 時間表 1972年8月號
3. ↑   (PDF), 熊本縣公報, 第12199號 (熊本縣), 2013年3月22日,, 第12199號: 38  [2020年4月5日], （原始内容存档于2015年9月24日）.

## 外部連結
- 上田浦站（各站資訊）（页面存档备份，存于） - 肥薩橙鐵道